# Grand Bec
Il Grand Bec (3.398 m s.l.m.) è una montagna delle Alpi della Vanoise e del Grand Arc nelle Alpi Graie. Si trova in Francia (Savoia).
Si trova a nord-ovest della Pointe du Vallonnet (3.372 m).